# 阿氏山鱂
阿氏山鱂為輻鰭魚綱鯉齒目鯉齒亞目鯉齒鱂科的其中一種，分布於南美洲秘魯東南部、智利北部及玻利維亞東部的淡水水域，體長可達7公分，棲息在中底層水域，可做為觀賞魚。

## 擴展閱讀
維基物種上的相關：阿氏山鱂